# 2020-as Junior Eurovíziós Dalfesztivál
A 2020-as Junior Eurovíziós Dalfesztivál volt a tizennyolcadik Junior Eurovíziós Dalfesztivál, melyet sorozatban másodjára Lengyelországban rendeztek meg, miután a 2019-es Junior Eurovíziós Dalfesztivál a lengyel Viki Gabor győzelmével zárult, aki a Superhero című dalát adta elő Gliwicében. Ez volt az első alkalom, hogy ugyanaz az ország nyerte meg kétszer egymás után a versenyt, valamint hogy a házigazda ország győzött. A dalfesztivál történelmében ez volt az első olyan alkalom, hogy egymás után kétszer rendezi ugyanaz az ország a versenyt. A dalfesztivál Lengyelország fővárosában, Varsóban került megrendezésre, azonban a város nevét a hivatalos logóban nem tüntették fel. A pontos helyszín a TVP székház 5-ös stúdiója volt. A versenyre 2020. november 29-én került sor. Az Eurovíziós Dalfesztivállal ellenben itt nem az előző évi győztes rendez, hanem pályázni kell a rendezés jogára, azonban az előző év győztese előnyt élvez a rendezési jog megszerzésében.
12 ország erősítette meg a részvételét a dalfesztiválra, beleértve Németországot, mely első alkalommal vett részt. Albánia, Ausztrália, Észak-Macedónia, Írország, Olaszország, Örményország, Portugália és Wales azonban visszaléptek a versenytől.

## A helyszín és a verseny
A 2019-es dalversenyt megelőzően a lengyel műsorsugárzó vezérigazgatója, Jacek Kurski azt nyilatkozta, ha Lengyelország ismét megnyeri a versenyt, akkor szándékukban áll a következőt is megrendezni. Lengyelország mellett a kazak műsorsugárzónál ezúttal is felmerült a dalverseny rendezésének kérdése.
2020. március 5-én vált hivatalossá, hogy ismét Lengyelországban rendezik meg a versenyt. A rendező város címére a krakkói Tauron Aréna volt a legesélyesebb, azonban a rendező várost, mely végül a főváros, Varsó lett, május 16-án jelentették be az elmaradt 2020-as Eurovíziós Dalfesztivál döntőjének tervezett napján rendezett, Eurovision: Europe Shine a Light című speciális műsorban. Ugyanekkor ismertették dalfesztivál hivatalos mottóját is, mely Move the World lett, ami magyarul azt jelenti, hogy Mozgasd a Világot!
A COVID–19-pandémiára való tekintettel, elővigyázatossági okokból a versenyt a korábbi gyakorlattal ellentétben ezúttal nem egy arénában vagy rendezvényközpontban, hanem egy alacsony befogadóképességű televízió-stúdióban rendezték meg, ahol a közönségben eredetileg csak a versenyzők hozzátartozói foglalhattak volna helyet, azonban 2020. szeptember 8-án kiderült, hogy az Európában újonnan bevezetett utazási korlátozások miatt minden ország versenyzője a saját országában adja elő produkcióját felvételről egy, az egyenlő esélyek érdekében egymáshoz közel hasonló látványvilággal és technológiai felszereltséggel rendelkező stúdióban, a varsói helyszínen pedig, a műsorvezetők és a meghívott előadók mellett csak a legszükségesebb stábtagok és egy alacsony létszámú közönség lesz jelen, az egészségügyi előírások betartása mellett. Ennek ellenére október 7-én kiderült, hogy bizonyos delegációk a varsói helyszínen veszik fel produkcióikat költséghatékonysági okokból. Nem utaztak a helyszínre a pontbejelentők sem, akik 2012 óta először saját országaikból, az Eurovíziós Dalfesztiválon alkalmazott körkapcsolással ismertették a szavazatokat.
A verseny pontos helyszínét 2020. október 8-án jelentették be: az eseménynek a lengyel közmédia, a TVP székházában található 5-ös stúdió adott otthont.
| Lengyelország Krakkó Varsó |

Kulcsok:

 †   Rendező város
| Város   | Intézmény               | Kapacitás | Megjegyzés                                          |
| ------- | ----------------------- | --------- | --------------------------------------------------- |
| Krakkó  | TAURON Arena Kraków     | 22 000    | —                                                   |
| Varsó † | ATM Studio              | 1 300     | —                                                   |
| Varsó † | Transcolor Studio       |           | —                                                   |
| Varsó † | TVP székház 5-ös stúdió |           | A 2020-as Junior Eurovíziós Dalfesztivál helyszíne. |

### Műsorvezetők
A szervezők 2020. október 7-én jelentették be a verseny házigazdáit. Sorozatban másodszor látta el a feladatot Ida Nowakowska-Herndon táncosnő-színésznő, ezúttal Małgorzata Tomaszewska televíziós műsorvezető és Rafał Brzozowski énekes-műsorvezető mellett. Brzozowski ezenkívül a 2017-es Eurovíziós Dalfesztivál lengyel nemzeti döntőjében versenyzőként is részt vett, valamint ugyanazon évben a Junior Eurovíziós Dalfesztivál lengyel válogatójának műsorvezetője, a 2019-es Eurovíziós Dalfesztiválon pedig a lengyel szakmai zsűri tagja is volt.

## A résztvevők
Első alkalommal vett részt a versenyen Németország, mely így az Eurovíziós Dalfesztivál automatikus döntős Öt Nagy országa után utolsóként csatlakozott a mezőnyhöz (az Egyesült Királyság és Spanyolország a legelső, 2003-as, Franciaország a 2004-es, Olaszország pedig a 2014-es versenyen indult először). A német műsorsugárzó eredetileg részt vett volna az első két évben is, azonban mindkét alkalommal idő előtt visszalépett. Az ország a 2010-es években több versenyre is küldött megfigyelő delegációt, azonban egyik alkalommal sem szerepelt ténylegesen, emellett több alkalommal az interneten élőben is közvetítette a versenyt. Németország csatlakozásával 2006 óta első alkalommal hangzott el a német nyelv a dalfesztiválon.
A COVID–19-pandémia miatt bevezetett utazási korlátozásokra és a verseny megrendezése körül kialakult bizonytalanságra hivatkozva hét ország visszalépett a versenytől: Albánia, Ausztrália, Észak-Macedónia, Írország, Olaszország, Portugália és az Egyesült Királyság eddig egyedüliként önállóan versenyzőt küldő alkotó országa, Wales. Portugália eredetileg részt vett volna, azonban a szeptember 8-án közzétett résztvevői listán végül nem szerepelt. Annak ellenére, hogy Örményország előzetesen megerősítette a részvételi szándékát, november 5-én bejelentették, hogy visszalépésre kényszerülnek, mivel a műsorszolgáltató nem tudja folytatni a versenyre való előkészületeit a hadi törvények Örményországban történt bevezetése miatt, a Hegyi-Karabahban folyó katonai konfliktus következtében. Az örmény delegációvezető, David Tszerunján ugyanezen a napon bejelentette, hogy az országot Maléna képviselte volna a Why (magyarul: Miért?) című örmény-angol kevert nyelvű dallal.
Így összesen tizenkét ország alkotta a 2020-as verseny mezőnyét. Utoljára 2013-ban volt ugyanennyi résztvevője a versenynek.
A versenyzők közül a belarusz Arina Pehtereva korábban a 2018-as minszki versenyen ismertette Macedónia pontjait.

## A versenyt megelőző időszak

### Nemzeti válogatók
A versenyre nevező 12 ország közül 8 nemzeti döntő keretein belül, 4 belső kiválasztással, 1 a két módszer együttes alkalmazásával választotta ki indulóját. Eredetileg Örményország is belső kiválasztással nevezte volna meg az előadót és a dalt egyaránt.
Az indulók közül Grúzia, Hollandia, Kazahsztán, Lengyelország, Málta, Oroszország és Ukrajna apróbb változtatásokkal ugyanazt azt a nemzeti döntőt rendezte meg, mint a legutóbbi részvétele során.
| Ország                      | Választás módszere | Válogató / Bemutató műsor                                     | Közvetítő csatorna                        | Kiválasztás / Bemutatás dátuma                                        | Kiválasztás / Bemutatás dátuma                                        |
| Ország                      | Választás módszere | Válogató / Bemutató műsor                                     | Közvetítő csatorna                        | Előadó                                                                | Dal                                                                   |
| --------------------------- | ------------------ | ------------------------------------------------------------- | ----------------------------------------- | --------------------------------------------------------------------- | --------------------------------------------------------------------- |
| Fehéroroszország            | belső kiválasztás  | Nem rendeztek válogató- és bemutatóműsort                     | Nem rendeztek válogató- és bemutatóműsort | 2020. október 8.                                                      | 2020. október 8.                                                      |
| Franciaország               | belső kiválasztás  | Nem rendeztek válogató- és bemutatóműsort                     | Nem rendeztek válogató- és bemutatóműsort | 2020. október 9.                                                      | 2020. október 16.                                                     |
| Grúzia                      | nemzeti döntő      | Ranina                                                        | 1TV                                       | 2020. november 13.                                                    | 2020. november 13.                                                    |
| Hollandia                   | nemzeti döntő      | Junior Songfestival                                           | NPO Zapp                                  | 2020. szeptember 26.                                                  | 2020. szeptember 26.                                                  |
| Kazahsztán                  | nemzeti döntő      | Nem volt külön elnevezése a válogatóműsornak                  | Habar                                     | 2020. szeptember 26.                                                  | 2020. szeptember 26.                                                  |
| Lengyelország               | nemzeti döntő      | Szansa na Sukces                                              | TVP 2                                     | 2020. szeptember 27.                                                  | 2020. szeptember 27.                                                  |
| Málta                       | nemzeti döntő      | Malta Junior Eurovision Song Contest                          | TVM                                       | 2020. szeptember 19. (közvetítés) 2020. október 1. (eredményhirdetés) | 2020. szeptember 19. (közvetítés) 2020. október 1. (eredményhirdetés) |
| Németország                 | nemzeti döntő      | Dein Song für Warschau                                        | KiKA                                      | 2020. szeptember 2.                                                   | 2020. szeptember 2.                                                   |
| Oroszország                 | nemzeti döntő      | Akademija Eurovision                                          | Karuszel                                  | 2020. szeptember 25.                                                  | 2020. szeptember 25.                                                  |
| Örményország (visszalépett) | belső kiválasztás  | Nem rendeztek válogató- és bemutatóműsort                     | Nem rendeztek válogató- és bemutatóműsort | 2020. november 5.                                                     | 2020. november 28.                                                    |
| Spanyolország               | belső kiválasztás  | előadó: La hora de La 1                                       | La 1                                      | 2020. szeptember 9.                                                   | 2020. október 7.                                                      |
| Szerbia                     | belső kiválasztás  | Nem rendeztek válogató- és bemutatóműsort                     | Nem rendeztek válogató- és bemutatóműsort | 2020. szeptember 25.                                                  | 2020. október 9.                                                      |
| Ukrajna                     | nemzeti döntő      | Dityjacse Jevrobacsennyja-2020 – pravila nacionalnoho vidboru | UA:Persij                                 | 2020. szeptember 7.                                                   | 2020. szeptember 7.                                                   |

## Döntő
| #  | Ország           | Nyelv          | Előadó              | Dal                 | Magyar fordítás       | Helyezés | Pontszám | Helyszín |
| -- | ---------------- | -------------- | ------------------- | ------------------- | --------------------- | -------- | -------- | -------- |
| 01 | Németország      | német, angol   | Susan               | Stronger with You   | Erősebb veled         | 12.      | 66       | Hamburg  |
| 02 | Kazahsztán       | kazak, angol   | Karakat Bashanova   | Forever             | Örökké                | 2.       | 152      | Almati   |
| 03 | Hollandia        | holland, angol | Unity               | Best Friends        | Legjobb barátok       | 4.       | 132      | Aalsmeer |
| 04 | Szerbia          | szerb, angol   | Petar Aničić        | Heartbeat           | Szívverés             | 11.      | 85       | Varsó    |
| 05 | Fehéroroszország | orosz, angol   | Arina Pehtereva     | Aliens              | Idegenek              | 5.       | 130      | Minszk   |
| 06 | Lengyelország    | lengyel, angol | Ala Tracz           | I’ll Be Standing    | Állni fogok           | 9.       | 90       | Varsó    |
| 07 | Grúzia           | grúz, angol    | Sandra Gadelia      | You Are Not Alone   | Nem vagy egyedül      | 6.       | 111      | Tbiliszi |
| 08 | Málta            | angol          | Chanel Monseigneur  | Chasing Sunsets     | Naplementéket üldözni | 8.       | 100      | Varsó    |
| 09 | Oroszország      | orosz, angol   | Sofia Feskova       | My New Day          | Az új napom           | 10.      | 88       | Moszkva  |
| 10 | Spanyolország    | spanyol        | Soleá               | Palante             | Előre                 | 3.       | 133      | Madrid   |
| 11 | Ukrajna          | ukrán, angol   | Oleksandr Balabanov | Vidkryvai (Open Up) | Nyitott (Nyílj meg)   | 7.       | 106      | Varsó    |
| 12 | Franciaország    | francia        | Valentina           | J’imagine           | Elképzelem            | 1.       | 200      | Párizs   |

## Ponttáblázat
| Ország           | Össz. | Nézők | Zsűrik      | Zsűrik     | Zsűrik    | Zsűrik  | Zsűrik           | Zsűrik        | Zsűrik | Zsűrik | Zsűrik      | Zsűrik        | Zsűrik  | Zsűrik        |
| Ország           | Össz. | Nézők | Németország | Kazahsztán | Hollandia | Szerbia | Fehéroroszország | Lengyelország | Grúzia | Málta  | Oroszország | Spanyolország | Ukrajna | Franciaország |
| ---------------- | ----- | ----- | ----------- | ---------- | --------- | ------- | ---------------- | ------------- | ------ | ------ | ----------- | ------------- | ------- | ------------- |
| Németország      | 66    | 39    |             | 5          |           | 2       | 3                | 2             | 2      | 5      |             |               | 2       | 6             |
| Kazahsztán       | 152   | 69    | 3           |            | 8         | 10      | 10               | 3             | 12     | 10     | 12          | 4             | 7       | 4             |
| Hollandia        | 132   | 54    | 12          | 7          |           | 4       | 5                | 8             | 6      | 6      | 2           | 10            | 5       | 3             |
| Szerbia          | 85    | 50    |             | 3          | 4         |         | 4                |               | 5      | 2      | 3           | 1             | 1       | 12            |
| Fehéroroszország | 130   | 57    | 7           | 12         | 1         | 12      |                  | 12            | 3      | 7      | 6           | 5             | 6       | 2             |
| Lengyelország    | 90    | 44    | 2           | 6          | 5         | 8       | 2                |               | 8      | 8      | 4           | 2             |         | 1             |
| Grúzia           | 111   | 42    | 5           | 10         | 6         | 5       | 1                | 5             |        | 1      | 7           | 12            | 12      | 5             |
| Málta            | 100   | 49    | 1           |            | 7         | 1       | 6                | 6             | 10     |        | 1           | 7             | 4       | 8             |
| Oroszország      | 88    | 44    | 6           | 4          | 3         |         | 8                | 4             |        | 3      |             | 3             | 3       | 10            |
| Spanyolország    | 133   | 73    | 10          | 2          | 10        | 6       | 7                | 7             | 1      | 4      | 5           |               | 8       |               |
| Ukrajna          | 106   | 54    | 4           | 1          | 2         | 3       |                  | 10            | 7      |        | 10          | 8             |         | 7             |
| Franciaország    | 200   | 112   | 8           | 8          | 12        | 7       | 12               | 1             | 4      | 12     | 8           | 6             | 10      |               |

## 12 pontos országok
Az alábbi országok kaptak 12 pontot a versenyen:
| Darab | Jutalmazott ország | Szavazó ország                     |
| ----- | ------------------ | ---------------------------------- |
| 3     | Fehéroroszország   | Kazahsztán, Lengyelország, Szerbia |
| 3     | Franciaország      | Fehéroroszország, Hollandia, Málta |
| 2     | Grúzia             | Spanyolország, Ukrajna             |
| 2     | Kazahsztán         | Grúzia, Oroszország                |
| 1     | Hollandia          | Németország                        |
| 1     | Szerbia            | Franciaország                      |

## Zsűri és nézői szavazás külön
| Helyezés | Zsűri szavazatok | Zsűri szavazatok | Nézői szavazatok | Nézői szavazatok |
| Helyezés | Ország           | Pontszám         | Ország           | Pontszám         |
| -------- | ---------------- | ---------------- | ---------------- | ---------------- |
| 1.       | Franciaország    | 88               | Franciaország    | 112              |
| 2.       | Kazahsztán       | 83               | Spanyolország    | 73               |
| 3.       | Fehéroroszország | 73               | Kazahsztán       | 69               |
| 4.       | Grúzia           | 69               | Hollandia        | 64               |
| 5.       | Hollandia        | 68               | Fehéroroszország | 57               |
| 6.       | Spanyolország    | 60               | Ukrajna          | 54               |
| 7.       | Ukrajna          | 52               | Szerbia          | 50               |
| 8.       | Málta            | 51               | Málta            | 49               |
| 9.       | Lengyelország    | 46               | Lengyelország    | 44               |
| 10.      | Oroszország      | 44               | Oroszország      | 44               |
| 11.      | Szerbia          | 35               | Grúzia           | 42               |
| 12.      | Németország      | 27               | Németország      | 39               |

## A szavazás és a nemzetközi közvetítések

### Pontbejelentők
A pontbejelentők között volt a spanyol Melani García, a szerb Darija Vračević és az ukrán Sophia Ivanko, akik 2019-ben képviselték országukat.
| 1. Németország – Olivia 2. Kazahsztán – Sánııa Joljaqsynova 3. Hollandia – Robin de Haas 4. Szerbia – Darija Vračević 5. Fehéroroszország – Ksienija Halieckaja 6. Lengyelország – Marianna Józefina Piątkowska | 1. Grúzia – Marita Hvedelidze 2. Málta – Paula 3. Oroszország – Mikella Abramova és Hrjusa 4. Spanyolország – Melani García 5. Ukrajna – Sophia Ivanko 6. Franciaország – Nathan Laface |

### Kommentátorok
A versenyt az egyes országokon kívül online is közvetítette a dalfesztivál hivatalos YouTube-csatornája.
| Ország              | Kommentátor                               | Közvetítő csatorna                                                    |
| Részt vevő országok | Részt vevő országok                       | Részt vevő országok                                                   |
| ------------------- | ----------------------------------------- | --------------------------------------------------------------------- |
| Fehéroroszország    | Paviel Lazovik                            | Belarusz-1, Belarusz-24                                               |
| Franciaország       | Carla és Stéphane Bern                    | France 2                                                              |
| Grúzia              | Helen Kalandadze                          | 1TV                                                                   |
| Hollandia           | Jan Smit                                  | NPO Zapp                                                              |
| Kazahsztán          | Mahabbat Esen és Qaldybek Jaısanbaı       | Habar                                                                 |
| Lengyelország       | Artur Orzech                              | TVP1, TVP ABC, TVP Polonia                                            |
| Málta               | N/A                                       | TVM                                                                   |
| Németország         | Bürger Lars Dietrich                      | KiKA                                                                  |
| Oroszország         | Anton Zorkin                              | Karuszel                                                              |
| Spanyolország       | Eva Mora, Tony Aguilar és Víctor Escudero | La 1, TVE Internacional                                               |
| Szerbia             | Tijana Lukić                              | RTS 2                                                                 |
| Ukrajna             | Tyimur Mirosnicsenko                      | Szuszpilne Persij, Szuszpilne Kultura, az UA:PBC regionális csatornái |
| További országok    |                                           |                                                                       |
| Egyesült Királyság  | Ellie Chalkley és Ewan Spence             | Radio Six International                                               |
| Észak-Macedónia     | N/A                                       | MRT                                                                   |
| Litvánia            | Artur Orzech                              | TVP Wilno                                                             |
| Új-Zéland           | Ellie Chalkley és Ewan Spence             | World FM                                                              |

## Térkép

Részt vevő országok
Országok, melyek korábban részt vettek, de ebben az évben nem

## Lásd még
- 2020-as Eurovíziós Dalfesztivál
- 2020-as Fiatal Zenészek Eurovíziója